# Targówek Mieszkaniowy (stacja metra)
Targówek Mieszkaniowy – stacja linii M2 metra w Warszawie. Znajduje się w dzielnicy Targówek, w pobliżu skrzyżowania ul. Pratulińskiej z ul. Ossowskiego.

## Opis
29 października 2015 wybrano wykonawcę obiektu, 8 marca 2016 stacja otrzymała pozwolenie na budowę, a 11 marca 2016 podpisano umowę na jej realizację. Stacja została otwarta 15 września 2019.
Stacja oznaczona jako C17 nosiła roboczą nazwę Targówek. 13 grudnia 2018 Rada m.st. Warszawy podjęła uchwałę, na mocy której stacja ostatecznie otrzymała nazwę Targówek Mieszkaniowy.